# 1628
Évszázadok: 16. század – 17. század – 18. század
Évtizedek: 1570-es évek – 1580-as évek – 1590-es évek – 1600-as évek – 1610-es évek – 1620-as évek – 1630-as évek – 1640-es évek – 1650-es évek – 1660-as évek – 1670-es évek
Évek: 1623 – 1624 – 1625 – 1626 –  1627 – 1628 – 1629 – 1630 – 1631 – 1632 – 1633

## Események

### Határozott dátumú események
- július 11. – Ergelics Ferenc kerül a zágrábi püspöki székbe.
- július 18. – Dávid Pál tölti be a váci püspöki széket.
- augusztus 10. – A szél felborította első útján a Vasa svéd zászlóshajót.[1]
- november 1. – Több mint egy évig tartó ostrom után XIII. Lajos francia király bevonul La Rochelle-be.[2]

### Határozatlan dátumú események
- az év folyamán – I. Károly angol király aláírja az angol alkotmány egyik alappillérének tekintett Jog nyilatkozatát (Petition of Right), mellyel törvénytelenné nyilvánítja az önkényes bebörtönzést és a parlament beleegyezése nélkül kivetett adót.[3]

## Születések
- június 29. – Miguel de Molinos spanyol egyházi író, a kvietizmus vallási mozgalmának legfőbb képviselője († 1696)
- november 30. – Cseke István magyar jezsuita rendi tanár († 1679)

## Halálozások
- március 15. – John Bull, angol zeneszerző, zenész és orgonakészítő (* 1562 körül)
- június 8. – Rudolf Goclenius, avagy Rudolph Göckel, német filozófus (* 1547)
- július 13. – Robert Shirley, angol utazó (* 1581)
- augusztus 6. – Johannes Junius, Bamberg polgármestere, a bambergi boszorkányperek áldozata (* 1581)
- augusztus 23. – George Villiers, Buckingham hercege, I. Jakab angol király kegyence (* 1592)
- szeptember 30. – Fulke Greville, angol költő, drámaíró, államférfi (* 1554)
- október 16. – François de Malherbe, francia költő, kritikus és fordító (* 1555)
- november 15. – François de Malherbe, Paraguay-i jezsuita misszionárius (* 1576)
- november 16. – Paolo Quagliati, itáliai korai barokk zeneszerző (* 1555 körül)

## Európai időjárás
Hideg, esős nyár, gyakori hóesés alacsonyabb magasságokban is Nyugat- és Közép-Európában, a szőlő nem érett be.